# Distrito electoral de Alexander
Alexander (en inglés: Alexander Precinct) es un distrito electoral ubicado en el condado de Morgan en el estado estadounidense de Illinois. En el Censo de 2010 tenía una población de 383 habitantes y una densidad poblacional de 4,05 personas por km².

## Geografía
Alexander se encuentra ubicado en las coordenadas 39°44′19″N 90°3′1″O / 39.73861, -90.05028. Según la Oficina del Censo de los Estados Unidos, Alexander tiene una superficie total de 94.5 km², de la cual 94.5 km² corresponden a tierra firme y (0.01%) 0.01 km² es agua.

## Demografía
Según el censo de 2010, había 383 personas residiendo en Alexander. La densidad de población era de 4,05 hab./km². De los 383 habitantes, Alexander estaba compuesto por el 97.39% blancos, el 0.78% eran afroamericanos, el 0.26% eran amerindios, el 0% eran asiáticos, el 0% eran isleños del Pacífico, el 0.26% eran de otras razas y el 1.31% pertenecían a dos o más razas. Del total de la población el 0.78% eran hispanos o latinos de cualquier raza.